# Wolf Guy
Wolf Guy (ウルフガイ?) es una serie manga japonesa de dos volúmenes publicados en 1970 por Bunkasha. Originalmente escrito por  Kazumasa Hirai e ilustrado por Hisashi Sakaguchi (坂口尚), la serie ha sido readaptada en el 2007 añadiéndole más violencia y contenidos más maduros por Yoshiaki Tabata y Yuuki Yugo. Esta nueva adaptación, es también conocida como Wolf Guy: Ōkami no Monshō, y ha sido liberada en diez volúmenes de Akita Shoten.

## Historia
Akira Inugami es un nuevo estudiante de intercambio en la academia Hakutoku, pero él tiene un secreto y lado obscuro. Es un hombre-lobo.
La historia comienza con la profesora Akiko Aoshika caminando a casa borracha, de pronto tropieza y es salvada por Akira Inugami quien seguidamente se aleja del lugar. La Sra. Aoshika se da cuenta de que es un estudiante y lo persigue, sólo para ser molestada por los antiguos rivales de Inugami. La banda ataca a Inugami sin piedad y lo golpean hasta parecer casi muerto, sin embargo él sigue respondiendo a sus golpes. Luego lo golpean con un coche hasta parecer que lo han asesinado. La Sra. Aoshika se desmaya al presenciar esto y seguidamente Inugami, su verdadera forma, la forma de un hombre-lobo y destruye a la banda de criminales. Cuando la Sra. Aoshika despierta, se da cuenta de que la banda se encuentra muerta alrededor de ella y es escoltada a su escuela por la policía donde se da cuenta de que Inugami es su nuevo estudiante de intercambio.
(Nota: Esta trama de Tabata y Yugo difiere bastante del manga original publicado por Kazumasa Hirai.)